# Gendarmeriegebäude Schwerin

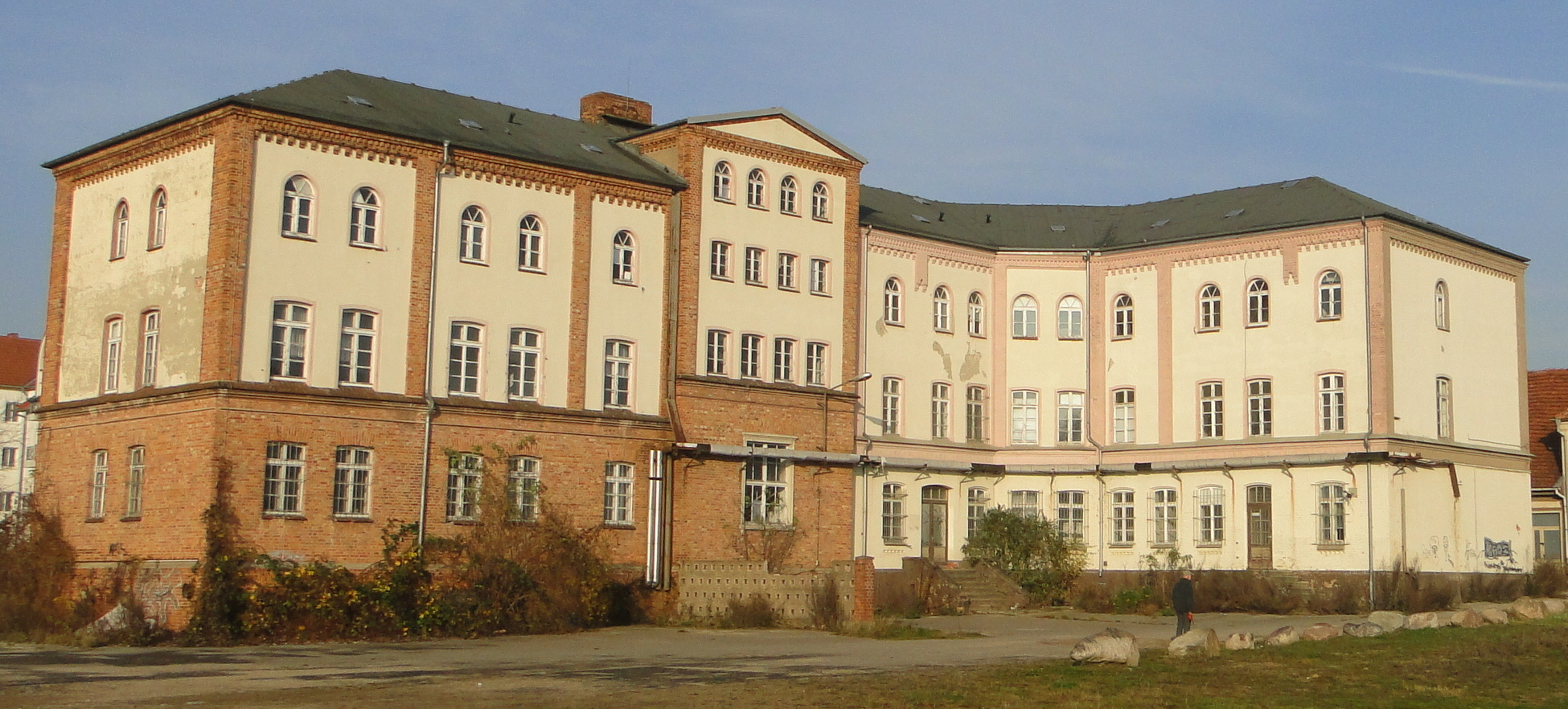
Ehem. Gendarmeriegebäude, Südostseite

Das ehemalige Gendarmeriegebäude bzw. die Alte Polizeiwache in Schwerin, Stadtteile Werdervorstadt/Schelfstadt, Amtstraße 21/23, ist ein Baudenkmal in Schwerin.

## Geschichte
Das Gelände beim Schweriner Innensee wurde im 19. Jahrhundert von Einrichtungen der Gendarmerie genutzt. Das baufällige alte Oberwachtmeisterhaus musste um 1864 abgerissen werden.
Das dreigeschossige, damals nahezu symmetrische Gebäude in L-Form von 1875, mit einer schrägen Eckausbildung als Giebel und einem rückseitigen viergeschossigen Giebelrisalit, war als Kaserne das Gendarmeriegebäude bzw. die Alte Polizeiwache. Hier waren die Dienst-, Lager- und Unterkunftsräume. Nach 1919 bis 1928 war hier auch das Landeskriminalamt (LKA), das dann in das Gebäude Schloßstraße 3 umzog. Wohl in den 1930er Jahren wurde das Haus auf der Südseite um acht Achsen verlängert. 1946 verlegte die Volkspolizei den Haupteingang von der Mitte an die Seite. Mitte der 1950er Jahre kamen mehrere inzwischen abgerissene Anbauten hinzu. Anfang der 1960er Jahre zog das Volkspolizei-Kreisamt aus der Goethestraße an diesen Standort; weitere Dienststellen folgten. An diesem Standort der Bezirksbehörde der Volkspolizei (BDVP) waren bis 1990: Pass- und Meldewesen, Kriminalpolizei, Schutzpolizei, Verkehrspolizei und Erlaubniswesen sowie die Volkspolizei-Bereitschaften. Waffenkammer, Tankstelle, Werkstatt und Diensthundezwinger waren auf dem Areal. Die Polizei verblieb nach 1990 mit der Führung der Polizeidirektion Schwerin (zeitweise), dem Kriminalkommissariat, der Einsatzleitstelle, der Landesfahrbereitschaft und dem Einsatzzug für besondere Lagen. Um 2008 verlagerte die Polizei ihren Sitz zur Graf-Yorck-Straße.
Das nun leerstehende L-Gebäude wurde um 2017 auch vom Staatstheater zeitweise für ein Theaterprojekt genutzt.
Als Sanierungsgebiet Südliche Werdervorstadt wird das Gelände als Stadtquartier am Schweriner See seit 2006 für neue Wohnungen neu gestaltet. Dieses Haus soll seit 2019 mit einem neuen Nutzungskonzept privatisiert werden.